# فوكس سبورتس (الشرق الأوسط)
فوكس الرياضية العربية (سابقا إي إس بي إن الرياضية العربية 1997-1998) هي قناة إماراتية رياضية تلفزيونة مدفوعة تبث في الشرق الأوسط وشمال أفريقيا. كان متاحة كجزء من قنوات مجموعة فوكس الترفيهية الشرق الاوسط للقنوات التلفزيونية.
أطلقت القناة في الأصل باسم فوكس سبورتس في 16 يناير 1998. غيرت القناة اسمها إلى Fox Sports Middle East في 1 أبريل 1999، ولكن غيير اسمها لاحقًا إلى فوكس سبورتس، قبل أن يتم إغلاقها في النهاية.